# Доржиев, Дажуп Дансаранович

Доржиев с участниками пеше-лыжного перехода

Дажу́п Дансара́нович Доржи́ев (1901, Иркутская губерния — 10.07.1938, Москва) — деятель ВКП(б), председатель СНК Бурят-Монгольской АССР. Входил в состав особой тройки НКВД СССР.

## Биография
Дажуп Дансаранович Доржиев родился в 1901 году в улусе Буркова, Балаганского уезда, Иркутской губернии. В составе партизанских отрядов в 1919—1920 гг. участвовал в Гражданской войне. По её завершении, с марта 1920 г. работал инструктором Черемховского и Аларского райкомов РКП(б) Иркутской губернии. Далее:
- 1921—1922 гг. — учёба в омском филиале Коммунистического университета. Далее работа председателем Кондинского и Кижингинского хошунных ревкомов Хоринского аймака, секретарь Хоринского и Аларского райкомов ВКП(б).
- 1928—1929 гг. — работа наркомом земледелия Бурят-Монгольской АССР.

С 1929 года назначен на должность председателя Совнаркома Бурят-Монгольской АССР, где проработал до своего ареста в 1937 г. В 1929—1937 гг. по совместительству исполнял обязанности дипломатического агента Наркомата иностранных дел в Бурят-Монгольской АССР. Кроме того, с 6 июля 1934 по декабрь 1934 исполнял обязанности председателя Центрального Исполнительного Комитета Бурят-Монгольской АССР. Был участником приема Официальной делегации Бурят-Монгольской АССР в Кремль в феврале 1936 года. 1937 год отмечен вхождением в состав особой тройки, созданной по приказу НКВД СССР от 30.07.1937 № 00447 и активным участием в сталинских репрессиях.

## Завершающий этап
Арестован 14 сентября 1937 г. Приговорён к ВМН ВКВС СССР 10 июля 1938 г.
Обвинялся по статьям 58-2, 58-7, 58-8, 58-11 УК РСФСР. Расстрелян в день вынесения приговора.
Реабилитирован 21 декабря 1957 г. Верховным Судом СССР за отсутствием состава преступления.

## Память
- Память о Дажупе Доржиеве сохраняется в Бурятии и в XXI века. Так например в 2011 году республика отметила его 110-летие со дня рождения[3], а в 2016 году его 115-летие[4].
- Имя Доржиева носят улицы следующих населённых пунктов Республики Бурятии и Забайкальского края[5]: Ага, Ушарбай, Улюнхан, Мухоршибирь, Харьястка, Хошун-Узур, Усть-Алташа, Ехэ-Цакир, Хорга, Енгорбой, Булак.

## Награды
- Орден Ленина (31.1.1936) — за перевыполнение государственного плана по животноводству и за успехи в области хозяйственного и культурного строительства.